# James Flood
Pour les articles homonymes, voir Flood.
Ne doit pas être confondu avec James C. Flood.
James Flood, né à New York le 31 juillet 1895 et mort à Hollywood le 4 février 1953, est un réalisateur américain.

## Biographie
Il est le demi-frère et ami de longue date de William Beaudine et l'oncle de Robert J. Anderson (en).
Né en 1895, James Flood fait ses débuts au cinéma à 25 ans, en tant qu'assistant réalisateur de Clarence G. Badger, dans un film de la Goldwyn Pictures Corporation. En 1923 il réalise son premier film, Times Have Changed (en), pour la Fox Film Corporation. En 1927 il réalise pour la First National The Lady in Ermine, la première adaptation de l'opérette Die Frau im Hermelin de Rudolph Schanzer et Ernst Welisch, grand succès à Broadway dans la version musicale de 1922.
Au cours de sa carrière, qui s'est terminée en 1952, il a réalisé 36 films.

## Filmographie partielle
- 1923 Times Have Changed (en)
- 1926 Why Girls Go Back Home
- 1926 The Honeymoon Express coréalisé avec Ernst Lubitsch
- 1927 The Lady in Ermine
- 1927 Three Hours
- 1932 Under Cover Man (en)
- 1932 The Mouthpiece (en) co-réalisé avec Elliott Nugent
- 1932 La vie commence co-réalisé avec Elliott Nugent
- 1934 All of Me
- 1935 Les Ailes dans l'ombre
- 1935 Shanghai
- 1936 The Lonely Road (en)
- 1947 The Big Fix